# Tournée de l'équipe de France de rugby à XV en 1967
La tournée de l'équipe de France de rugby à XV de 1967 se déroule en Afrique du Sud et en Rhodésie en juillet et août 1967.
Les Français jouent treize matchs, un en Rhodésie, puis douze en Afrique du Sud. Ils disputent quatre test matchs contre l'Afrique du Sud.
L'équipe de France remporte un test match pour deux défaites et un nul. Au total, elle remporte huit des treize matchs sur l'ensemble de la tournée.

## Contexte
Jean Prat a été écarté de la direction de l'équipe de France partagée désormais entre Marcel Laurent, André Garrigues et le président de la Fédération Marcel Batigne qui se substitue finalement à Marcel Laurent comme directeur de la tournée.

## Composition de l'équipe de France
Le groupe de l'équipe de France se compose de 30 joueurs,. Il se compose de 14 avants et 16 arrières.
- André Abadie (SC Graulhet)
- Jean-Michel Cabanier (US Montauban)
- Guy Camberabero (La Voulte sportif)
- Bernard Cardebat (US Montauban)
- Christian Carrère (RC Toulon)
- Jacques Crampagne (CA Bègles)
- Christian Darrouy (Stade montois)
- Benoît Dauga (Stade montois)
- Jean-Louis Dehez (SU Agen)
- Claude Dourthe (US Dax)
- Bernard Duprat (Aviron bayonnais)
- Jean-Michel Esponda (Racing CF)
- Jacques Fort (SU Agen)
- Claude Lacaze (SC Angoulême)
- Michel Lasserre (SU Agen)
- Jacques Londios (US Montauban)
- Jean-Pierre Lux (US Tyrosse)
- Jean-Claude Malbet (SU Agen)
- Jean-Henri Mir (FC Lourdes)
- Alain Plantefol (Racing CF)
- Marcel Puget (CA Brive)
- André Quilis (RC Narbonne)
- Jean-Claude Roques (CA Brive)
- Jean Saby (SC Graulhet)‌
- Michel Sitjar (SU Agen)
- Walter Spanghero (RC Narbonne)
- Gérard Sutra (RC Narbonne)
- Jean Trillo (CA Bègles)
- Gérard Viard (RC Narbonne)
- Pierre Villepreux (Stade toulousain)

## Historique
Avant de rejoindre l'Afrique du Sud, le premier match de la tournée est disputée contre l'équipe nationale de l'État voisin, dans la capitale rhodésienne Salisbury. Bien qu'il se termine sur un score sans appel de 13 à 36, ce dernier ne reflète pas la physionomie de la rencontre, où les Tricolores sont menés 5 à 0 à la mi-temps.
| 5 juillet 1967 | Rhodésie | 13 - 36, (5 - 0) | France XV | Salisbury Arbitre : Bertie Strasheim |
| 5 juillet 1967 | Essai(s) : van Horsten, Went (x2) Transformation(s) : Matkovitch (x2)                                                                                     | | Essai(s) : Dauga, Duprat (x2), Cardebat, Carrère, Darrouy Transformation(s) : Camberabero (x6) Drop(s) : Camberabero (x2) | Salisbury Arbitre : Bertie Strasheim |
| 5 juillet 1967 | Équipe : Matkovitch – Smith, Jones, Martin, Went – Bond , Alexander – Mostert, Murphy, Bredenkamp – Craven, Desfontaine – van Horstein, Mundell, Coleshaw | Équipe : Lacaze – Duprat, Dourthe, Lux, Darrouy – Camberabero, Puget – Carrère, Dauga, Sitjar – Fort, Spanghero – Cardebat, Cabanier, Lasserre | | Salisbury Arbitre : Bertie Strasheim |

Après le premier match joué en Rhodésie, le groupe français doit jouer deux rencontres en l'espace de 24 h ; deux équipes de quinze joueurs sont ainsi formées afin de rallier les deux villes sud-africaines de George et Port Elizabeth dans les temps. Étant donné le nombre de joueurs limités, certains ajustement sont réalisés : les centres Jean Saby et Jean Trillo sont ainsi placés en tant que troisième ligne aile, tandis que l'arrière Jacques Crampagne et le demi d'ouverture Jean-Claude Roques glissent dans la ligne des trois-quarts.
| 7 juillet 1967 | South West District | 6 - 25 | France XV                                                                                              | George 8 000 spectateurs Arbitre : Max Baise |
| 7 juillet 1967 | Essai(s) : J. Serfontein (x2) | | Essai(s) : Crampagne, Mir Transformation(s) : Dehez (x2) Pénalité(s) : Dehez (x3) Drop(s) : Dehez (x2) | George 8 000 spectateurs Arbitre : Max Baise |
| 7 juillet 1967 | Équipe : Swanepoel – Serfontein, Coetzee, Cilliers, Brynard – Hills, Horn – Jamneck, Jonker, Louwrens – Vlok, Strydom – Meisenheimer, Olivier, Derecksen | Équipe : Villepreux – Crampagne, Mir, Roques, Londios – Dehez, Sutra – Saby, Viard, Quilis – Fort , Plantefol – Cardebat, Malbet, Lasserre | | George 8 000 spectateurs Arbitre : Max Baise |

| 8 juillet 1967 | Eastern Province | 8 - 16 (0 - 11) | France XV                                                                                        | Port Elizabeth 20 000 spectateurs Arbitre : Piet Robbertze |
| 8 juillet 1967 | Essai(s) : Cloete Transformation(s) : du Toit Pénalité(s) : du Toit                                                                              | | Essai(s) : Dourthe, Duprat, Paget Transformation(s) : Camberabero (x2) Pénalité(s) : Camberabero | Port Elizabeth 20 000 spectateurs Arbitre : Piet Robbertze |
| 8 juillet 1967 | Équipe : du Toit – Liebenberg, Norje, de Koning, Wakeford – Vosloo, Viljoen – Bakkes, Stead, Barnard – Carelse , Caalsen – Bothma, Cloete, Smith | Équipe : Lacaze – Duprat, Dourthe, Lux, Darrouy – Camberabero, Puget – Trillo, Carrère, Sitjar – Dauga, Spanghero – Esponda, Cabanier, Abadie |                                                                                                  | Port Elizabeth 20 000 spectateurs Arbitre : Piet Robbertze |

Les deux groupes se rejoignent ensuite avant la rencontre face au Boland, au profil plus disputé que les précédentes. Les Sud-Africains prennent l'avantage au score avec deux essais après près de 30 minutes de jeu. Après trois drops marqués, les Français inscrivent leur premier essai pour reprendre le contrôle du score vers la 60e minute de jeu. Réduits à quatorze après la sortie de Saby sur civière, pour une entorse à la cheville après un plaquage, la défense tricolore doit faire face aux nombreuses attaques des joueurs du Boland espérant arracher une victoire grâce à leur supériorité numérique. Après une longue phase de défense, notamment une d'entre elles sur la ligne d'en-but tricolore, les Français inscrivent un dernier essai sur une sortie de mêlée dans les arrêts de jeu.
| 10 juillet 1967 | Boland | 11 - 18 (11 - 6) | France XV                                                               | Wellington |
| 10 juillet 1967 | Essai(s) : Botha Transformation(s) : Steenkamp Pénalité(s) : Steenkamp (x2)                                                                                 | | Essai(s) : Saby, Darrouy Pénalité(s) : Dehez Drop(s) : Dehez (x2), Saby | Wellington |
| 10 juillet 1967 | Équipe : Steennkamp – Marais, de Jongh, P. Ackermann, Barnard – Cronje, J. Ackermann – von Wyk , Botha, Smith – Melck, du Toit – Kotze, Louw, van der Merwe | Équipe : Villepreux – Darrouy , Trillo, Saby, Londios – Dehez, Sutra – Quilis, Dauga, Sitjar – Spanghero, Fort – Esponda, Malbet, Abadie |                                                                         | Wellington |

Avant de se présenter pour son premier test match face aux Springboks, les Français enregistrent ainsi de quatre victoires en autant de match contre les équipes de Rhodésie et de provinces sud-africaines, mais comptent déjà quatre joueurs blessés dans leurs rangs.
| 15 juillet 1967 | Afrique du Sud | 26 - 3, (18 - 3) | France | Kings Park Stadium Durban 39 000 spectateurs Arbitre : Bertie Strasheim |
| 15 juillet 1967 | Essai(s) : Dirksen (x2), Greyling (x2), Ellis Transformation(s) : H.O. de Villiers (x4) Pénalité(s) : H.O. de Villiers                                                     | Rapport          | Essai(s) : Dourthe | Kings Park Stadium Durban 39 000 spectateurs Arbitre : Bertie Strasheim |
| 15 juillet 1967 | Équipe : H.O. de Villiers – Engelbrecht, Gainsford, Olivier, Dirksen (en) – Visagie, D. de Villiers – Ellis, de Waal, Greyling – Naude, Carelse – Kotze, Pitzer, Neethling | Rapport          | Équipe : Lacaze – Quilis, Dourthe, Lux, Darrouy – Camberabero, Puget – Carrère, Dauga, Sitjar – Fort, Spanghero – Esponda, Cabanier, Abadie | Kings Park Stadium Durban 39 000 spectateurs Arbitre : Bertie Strasheim |

Le deuxième test match se jouant une semaine plus tard, avec un seul match joué en semaine entre-temps, les joueurs n'ayant pas disputé le match international à Durban sont alignés pour la rencontre contre Western Transvaal. Étant donné les absences, trois joueurs du groupe international doivent néanmoins participer et être contraints de jouer trois matchs dont deux test en sept jours.
| 19 juillet 1967 | Western Transvaal | 11 - 38 (11 - 6) | France XV | Potchefstroom 15 000 spectateurs Arbitre : Mike Odendaal |
| 19 juillet 1967 | Essai(s) : van Tonder Transformation(s) : du Randt Pénalité(s) : du Randt (x2)                                                                | | Essai(s) : Londios, Duprat (x2), Spanghero, Dauga (x2), Fort Transformation(s) : Dehez (x2), Villepreux (x2) Pénalité(s) : Dehez (x2) Drop(s) : Dehez | Potchefstroom 15 000 spectateurs Arbitre : Mike Odendaal |
| 19 juillet 1967 | Équipe : du Randt – W. Smit, van Tonder, Vogel, Schutte – V. Smit, de Jager – Bates, Wilkens, Nel – Claassen, Brand – Pienaar, Malan, Jordaan | Équipe : Villepreux – Duprat, Trillo, Roques, Londios – Dehez, Sutra – Spanghero, Dauga, Quilis – Fort , Plantefol – Cardebat, Malbet, Lasserre | | Potchefstroom 15 000 spectateurs Arbitre : Mike Odendaal |

## Résultats
| Date            | Lieu                             | Hôte                | Score   | Équipe en tournée |
| --------------- | -------------------------------- | ------------------- | ------- | ----------------- |
| 5 juillet 1967  | Salisbury                        | Rhodésie            | 13 - 36 | France XV         |
| 7 juillet 1967  | George                           | South West District | 6 - 25  | France XV         |
| 8 juillet 1967  | Port Elizabeth                   | Eastern Province    | 8 - 16  | France XV         |
| 10 juillet 1967 | Wellington                       | Boland              | 11 - 18 | France XV         |
| 15 juillet 1967 | Kings Park Stadium, Durban       | Afrique du Sud      | 26 - 3  | France            |
| 19 juillet 1967 | Potchefstroom                    | Western Transvaal   | 11 - 38 | France XV         |
| 22 juillet 1967 | Free State Stadium, Bloemfontein | Afrique du Sud      | 16 - 3  | France            |
| 25 juillet 1967 | Springs                          | Eastern Transvaal   | 5 - 18  | France XV         |
| 29 juillet 1967 | Ellis Park, Johannesbourg        | Afrique du Sud      | 14 - 19 | France            |
| 2 août 1967     | Kimberley                        | Griqualand West     | 20 - 14 | France XV         |
| 5 août 1967     | Pretoria                         | Northern Transvaal  | 19 - 5  | France XV         |
| 8 août 1967     | East London                      | Border              | 6 - 8   | France XV         |
| 12 août 1967    | Newlands Stadium, Le Cap         | Afrique du Sud      | 6 - 6   | France            |